# 布赖顿 (塔斯马尼亚州)
布赖顿（英語：Brighton）是澳大利亚的一个城镇，位于塔斯马尼亚州霍巴特以北，隶属布赖顿自治市。从1826年起，该镇是布莱顿军营所在地，后该军营撤销。2000年代，它被用于安置由于东欧冲突导致的科索沃难民。2003年1月，该地受火灾波及。